# SBS 골프 2
SBS 골프 2(SBS Golf 2)는 2023년 4월 1일에 개국한 KPGA 투어 전문 골프 텔레비전 채널이다. 개국한 지 얼마 안 돼 폐국한 키즈맘 채널의 후신으로 개국했다.

## 연혁
- 2023년 3월 30일 시험방송 실시.
- 2023년 4월 1일 개국.

## 같이 보기
- SBS 골프